# بلجيكيون لبنانيون
البلجيكيون اللبنانيون هم مجموعة من اللبنانيين المنحدرين من مجموعات عرقية ودينية مختلفة، ويشكلون مجتمعاً ملحوظاً في بلجيكا كجزء من الشتات اللبناني حول العالم. قدر في 2006 عدد 8,000 بلجيكي يعرفون بأنهم لبنانيون أصلاً أو نسباً، بينما حصرت تقديرات أخرى عددهم إلى 3,500 فقط. معظم هؤلاء مواطنون بلجيكيون يقطنون مدناً كبرى في بلجيكا مثل بروكسل وأنتويرب. إلى جانب ذلك، كان يوجد في نفس العام 1,200 شخص كانوا يعيشون في لبنان.
رغم صغر المجتمع اللبناني في بلجيكا من حيث التعداد مقارنة بالمجتمع المغربي والتركي، إلا أن المجموعات العرقية والدينية المختلفة من لبنان ممثلة في بلجيكا. ويشمل ذلك حضور مجتمع الموارنة الذين ترجع أصولهم إلى تجار استقروا في بلجيكا في القرن التاسع عشر. ويمارس بعض الموارنة تجارة الماس في حي الماس في أنتويرب. توجد مطاعم تقدم أطعمة المطبخ اللبناني في عدة مندن بلجيكية. تواجد مجتمع لبناني صغير في الكونغو البلجيكية قبل استقلالها في 1960.
تأسست رابطة الدول العربية الأوروبية بواسطة دياب أبو جهجه، وهو ناشط لبناني بلجيكي، كمجموعة سياسية قائمة على فكرة الوحدة العربية في بلجيكا كصوت داعٍ للقومية الفلسطينية. انتقدت الرابطة لمشاركتها في مظاهرات وقع فيها أعمال عنف وممارسات عنصرية ومعاداة السامية في أنتويرب في 2002. تسببت حرب لبنان 2006 في تقارب مجموعات عرقية ودينية من مختلف الطوائف من المجتمع اللبناني. يعتقد أن حوالي 20 رجلاً لبنانياً بلجيكياً سافر إلى لبنان عبر ليبيا في 2006 للمشاركة في القتال ضد إسرائيل.
في نوفمبر 2019، عقد المجتمع البلجيكي اللبناني مظاهرات صغيرة في بروكسل دعماً لاحتجاجات ثورة 17 تشرين الأول في لبنان. كما جمعوا مساعدات إنسانية لإرسالها إلى بيروت في أعقاب انفجار مرفأ بيروت 2020.

## أشخاص ذوو ملحوظية
- دياب أبو جهجه، ناشط ومناظر بلجيكي لبناني.
- خليل صحناوي، مستشار أمن معلوماتي بلجيكي لبناني.
- رياض مرعي، ملاكم محترف بلجيكي من أصول لبنانية.
- طارق صفي الدين، فنان قتال مختلط بلجيكي من أب لبناني وأم بلجيكية.